# Shahriar
Shahriar of Shahrīār (Perzisch: شهريار) is een stad in het westen van de provincie provincie Teheran in Iran. De stad ligt tussen de grote steden Teheran en Karaj in. In 2016 had de stad 309.607 inwoners.
Op 8 januari 2020 werd Ukraine International Airlines-vlucht 752 neergeschoten nabij de stad. Hierbij kwamen alle 176 inzittenden om het leven.